# Hoofdwerk

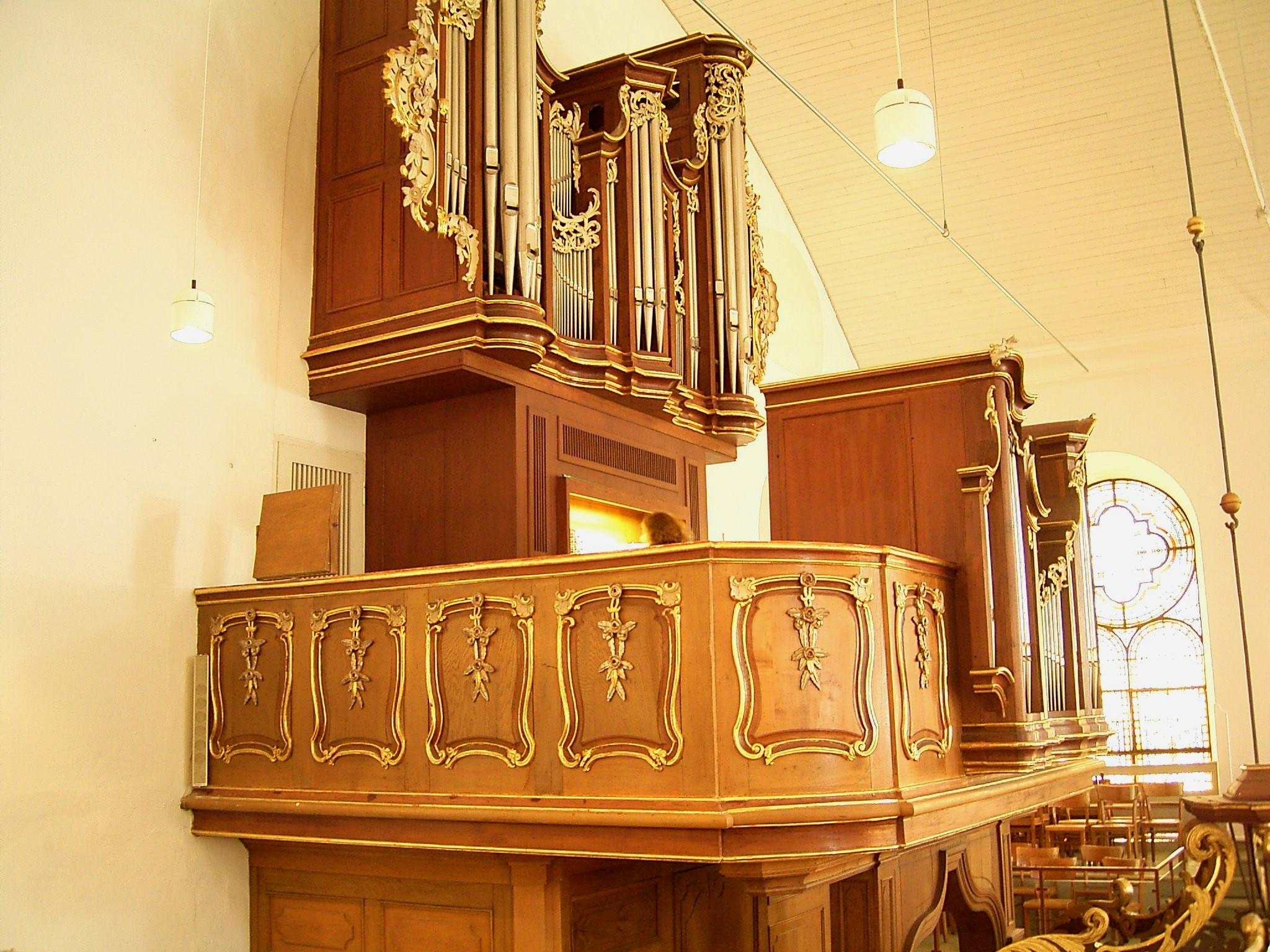
Het hoofdwerk boven het hoofd van de organist, het rugpositief aan de rugzijde (Stadtkirche Remscheid-Lennep)

Het hoofdwerk is het belangrijkste werk van het pijporgel. Het hoofdwerk bestaat uit een combinatie van een aantal registers en heeft het meeste volume en vaak ook de meeste stemmen.
Het ontleent zijn naam aan de positie ten opzichte van de organist: dit gedeelte van het orgel is direct boven het hoofd. 
Het hoofdwerk is de basis van het orgel en heeft als basisregisters de prestanten. Dit is zeer vaak een 8-voetsregister, maar kan ook een 16-voets of een 4-voetsregister zijn.